# Ross Hutchins
Ross Hutchins (Wimbledon, Londres, 22 de febrero de 1985) es un jugador profesional de tenis británico. Su especialidad es el dobles, modalidad en la que logró un título de ATP en 4 finales disputadas. Su mejor ranking en esta modadidad fue N.º 26 del mundo en 2012. 
En 2008 formó una pareja de dobles estable junto al australiano Stephen Huss con quien conquistó su primer título mayor. Este año marcó también su debut en el Equipo británico de Copa Davis en el que compitió en dos series, perdiendo en ambas el punto de dobles junto a Jamie Murray.